# Сявалкасинское сельское поселение
Сявалкаси́нское се́льское поселе́ние (чув. Ҫавалкас ял тӑрӑхӗ) — муниципальное образование в Вурнарском районе Чувашии Российской Федерации.
Административный центр — деревня Сявалкасы.

## История
Статус и границы сельского поселения установлены Законом Чувашской Республики от 24 ноября 2004 года № 37 «Об установлении границ муниципальных образований Чувашской Республики и наделении их статусом городского, сельского поселения, муниципального района и городского округа».

## Население
| 2010 | 2012 | 2013 | 2014 | 2015 | 2016 | 2017 |
| ---- | ---- | ---- | ---- | ---- | ---- | ---- |
| 786  | ↘764 | ↘743 | ↘727 | ↘701 | ↘680 | ↘674 |
| 2018 | 2019 | 2020 | 2021 |      |      |      |
| ↘641 | ↘618 | ↘603 | ↘596 |      |      |      |

## Состав сельского поселения
| № | Населённый пункт | Тип населённого пункта          | Население |
| - | ---------------- | ------------------------------- | --------- |
| 1 | Елабыш           | деревня                         | →12       |
| 2 | Сугут-Торбиково  | деревня                         | ↗273      |
| 3 | Сявалкасы        | деревня, административный центр | ↘382      |
| 4 | Тузи-Мурат       | деревня                         | ↗156      |